# Zbąszyń (công xã)
Gmina Zbąszyń là một vùng thành thị-nông thôn (quận hành chính) ở  Nowy Tomyśl, Voivodeship Greater Ba Lan, ở phía tây trung tâm Ba Lan. Khu hành chính của nó là thị trấn Zbąszyń, nằm khoảng 17 kilômét (11 mi) phía tây nam của Nowy Tomyśl và 70 km (43 mi) về phía tây của thủ đô Pozna.
Gmina có diện tích 179,77 kilômét vuông (69,4 dặm vuông Anh), và tính đến năm 2006, tổng dân số của nó là 13.469 (trong đó dân số Zbąszyń lên tới 7.300, và dân số của vùng nông thôn của Gmina là 6.169).

## Làng
Ngoài thị trấn Zbaszyn, Gmina Zbaszyn chứa các làng và các khu định cư của Chrośnica, Czerwony Dwór, Dąbrowa, Edmundowo, Ernestynowo, Kopce, Leśne Domki, Lomnica, Morgi, Nądnia, Nowa Wies Zbąska, Nowa Wies-Zamek, Nowe Czeskie, Nowe Jastrzębsko, Nowy Dwór, Nowy Świat, Perzyny, Piaski, Poświętne, Przychodzko, Przyprostynia, Stare Czeskie, Stefanowice, Stefanowo, Strzyżewo, Szklana Huta và Zakrzewko.

## Gmina lân cận
Gmina Zbąszyń được bao quanh bởi các Gmina của Babimost, Miedzichowo, Nowy Tomyśl, Siedlec, Trzciel và Zbąszynek.